# 京急チ60形貨車
京急チ60形貨車（けいきゅうチ60がたかしゃ）は、1968年(昭和43年)から1988年(昭和63年)まで京浜急行電鉄に在籍していた事業用車両。

## 概要
レール・枕木輸送用の長物車で、1968年にチ61・ホ62、1969年(昭和44年)にチ63・チ64の合計4両が東急車輛製造で製造された。車体は灰色に塗装され、車体中央部に重量物運搬用のホイストクレーンを、台枠横に夜間作業時の照明用蛍光灯を備え、奇数番号車にディーゼルエンジン発電機を装備していた。台車は500形の更新で発生したMCB-R形を装着。

## 改造
- 1979年(昭和54年)から牽引車がデト20形、デト30形からデワ40形に変更され、デワのMGから電源が供給されるようになったためディーゼル発電機が撤去された。

## 運用
当初はデト20形・デト30形に、後にデワ40形に挟まれ、主に夜間のレール、枕木輸送に使用された。1988年にデチ15･16形と置き換えられ全車廃車された。ホイストクレーンはデチ15･16形に転用された。